# Сибирский карабинерный полк
Сибирский карабинерный полк (до 1763 года — Сибирский драгунский полк) — кавалерийская воинская часть Русской императорской армии, сформированная в 1701 году и упразднённая в 1775 году.

## История
8 июля 1701 года в Москве из набранных в заокских, подмосковных и низовых городах дворянских недорослей сформирован 10-ротный Драгунский полковника Александра Александровича Малины полк.
В декабре 1703 года полк наименован Драгунским полковника Гебгарда Карловича Пфлуга полком.
В 1705 году для полка утверждён штат из 10 драгунских и 1 гренадерской роты.
В октябре 1706 года назван Сибирским драгунским полком.
23 января 1709 года гренадерская рота выделена на сформирование Драгунского-гренадерского полковника Андрея Семёновича Кропотова полка.
В 1711 году утверждён штат полка в составе 10 драгунских рот.
В 1712 году к полку присоединены чины расформированного Белозерского драгунского полка.
10 мая 1725 года из Драгунского полковника Андрея Кропотова полка возвращена гренадерская рота, взамен выделена 3-я драгунская рота.
16 февраля 1727 года полк переименован во 1-й Тамбовский драгунский полк, но 13 ноября того же года переименован обратно в Сибирский драгунский полк.
28 октября 1731 года гренадерская рота расформирована, с распределением чинов по драгунским ротам.
30 марта 1756 года приказано полк привести в состав 2 гренадерских и 10 драгунских рот, соединённых в 6 эскадронов, с артиллерийской командой.
25 апреля 1762 года переименован в Драгунский генерал-поручика князя Григория Мещерского полк, но 5 июля того же года переименован обратно в Сибирский драгунский полк.
14 января 1763 года повелено полк переформировать в 5-эскадронный карабинерный и именовать Сибирским карабинерным полком (в следующем году Сибирским драгунским полком назван существовавший с 1720 года Сибирский драгунский гарнизонный полк).
24 октября 1775 года Сибирский карабинерный полк приказано расформировать, а его чины распределить по другим кавалерийским полкам.

## Боевые действия
Полк боевое крещение получил в Северной войне.
В кампанию 1702 года полк участвовал в составе корпуса П. М. Апраксина в Ингерманландии. 14 марта полк участвовал в набеге на мызу Реткину, 10 августа действовал при штурме переправы через р. Тосну у Ижорской мызы, 13 августа — при р. Ижоре. Во время осады Нотебурга полк находился в охранении осадного лагеря.
В начале марта 1703 года часть полка участвовала в набеге под Ниеншанц, в апреле — при осаде Ниеншанца, 12 июня — в бою у деревни Лахты. 8 июля 1703 года в составе отряда под руководством Петра I участвовал в бою на р. Сестре.
С мая по август 1704 года полк задействован в осаде Нарвы. 15 июня 1704 года участвовал в бою под Везенбергом.
18 октября 1706 года принял участие в битве при Калише.
3 июля 1708 года полк участвовал в сражении при Головчине, 9 сентября — в деле у Кадина, а 28 сентября — в сражении при Лесной. Далее действовал в районе Каменки, Красного Кута, Опошни.
27 июня 1709 года участвовал в Полтавской битве и затем у Переволочны, 3 ноября того же года — в деле под Одолянами.
В 1711 году участвовал в Прутском походе, 9 июля — в сражении на р. Прут.
В ходе войны с Турцией в мае 1736 года участвовал в штурме Перекопской крепости, 16 июля — в деле отряда генерала Шпигеля, а 2 июля 1737 года — в штурме Очакова. 1 августа назначен для конвоирования пленных в Россию. Зиму 1738 года полк провёл на охране границы.
В последний раз в боевых действиях полк участвовал в ходе Русско-турецкой войны 1768—1774 годов.
В ноябре 1768 года полк выступил на театр боевых действий. 29 августа 1769 года участвовал в сражении у Хотина. 13 октября 1771 года принял участие в деле при р. Аржисе, в июне 1773 года — в осаде Силистрии. В кампании 1774 года участвовал в составе дивизии Румянцева.

## Командиры
- 1701—1703 — полковник Малина (Мулин) Александр Александрович
- 1703—1705 — полковник Флуг, Гебхард Карлович
- 1705—17хх — полковник Шевелёв